# Çaxırlı (Masallı)
Çaxırlı è un comune dell'Azerbaigian situato nel distretto di Masallı. Conta una popolazione di 1 934 abitanti.